# Cyclodinus mono
Cyclodinus mono är en skalbaggsart som beskrevs av Chandler 2005. Cyclodinus mono ingår i släktet Cyclodinus och familjen kvickbaggar. Inga underarter finns listade i Catalogue of Life.